# Lofotr
Lofotr é um museu histórico baseado na reconstrução e nas escavações arqueológicas da maior moradia viquingue jamais descoberta em todo o mundo, no arquipélago de Lofoten, norte da Noruega.

## A casa de um chefe
Localizado no povoado de Borg, perto de Bøstad, Vestvågøy, Noruega, o museu inclui a reconstrução da casa de um chefe viquingue, medindo 86 metros de comprimento por 9 metros de largura. Na casa, o visitante encontra uma oficina de ferreiro, padaria, dois barcos em seus abrigos, e pode testemunhar algumas atividades rotineiras de mil anos atrás, reencenadas para que se tenha uma ideia do cotidiano dos viquingues.
As ruínas da casa de Lofotr começaram a ser escavadas em 1983, dois anos depois que um agricultor de Borg encontrou cacos de cerâmica no local e comunicou o achado às autoridades, Em setembro de 2006, uma expansão planejada para o Lofotr teve de ser adiada devido a descoberta de buracos de postes e locais que teriam servido de cozinha há dois mil anos